# Scala Dei (Eiximenis)

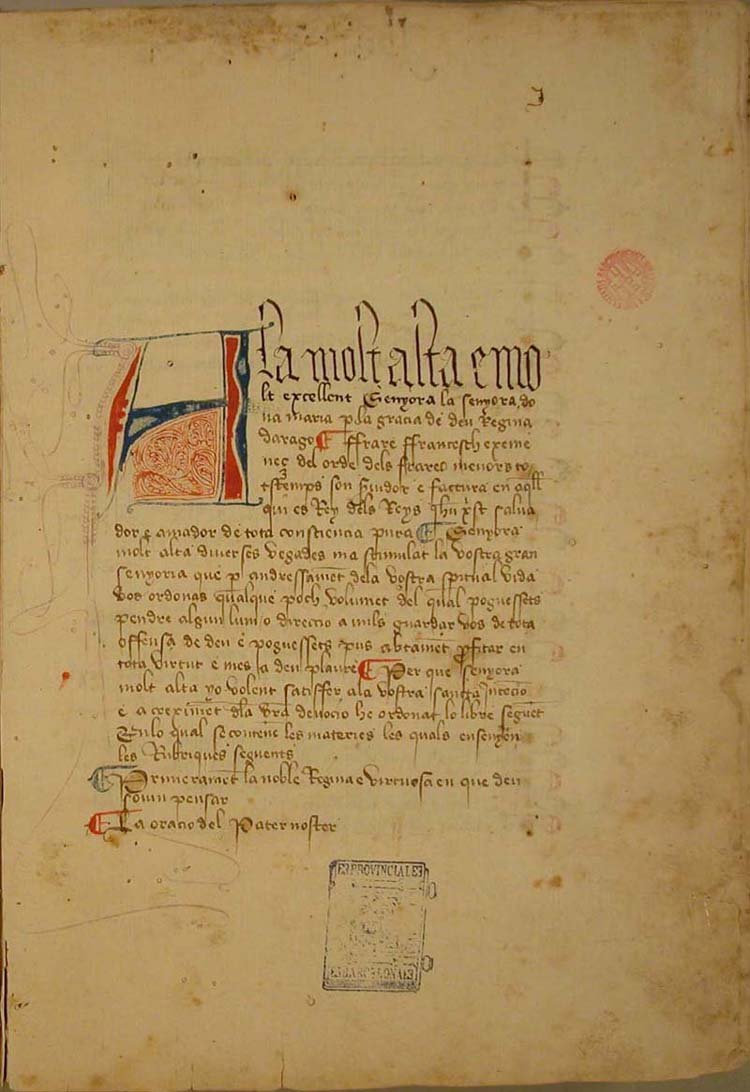
Inicio del manuscrito de la Scala Dei de Francesc Eiximenis según el manuscrito 88 del Fondo de Reserva de la Biblioteca de la Universidad de Barcelona.

El libro conocido como Scala Dei (Escalera de Dios), también llamado Tractat de contemplació (Tratado de contemplación) es una obra escrita por Francesc Eiximenis posiblemente el año 1399 en Valencia en valencià y dedicada a María de Luna, reina de la Corona de Aragón y esposa del rey Martín el Humano.

## Génesis
Algunas partes del Llibre de les Dones, en concreto las relativas al Tratado de penitencia y al Tratado de contemplación, se incorporaron al libro que posiblemente ofreció Eiximenis a la reina María de Luna con motivo de la coronación de su marido Martín el Humano (y de ella misma), como indicó Andrés Ivars. Sabemos que la coronación del rey tuvo lugar el 13 de abril de 1399, y la de la reina el 23 de abril de 1399.

## Contenido
El libro conocido como Scala Dei (Escalera de Dios), estaría compuesto con partes del mencionado Llibre de les dones. Además de los fragmentos transcritos literalmente de esta última obra, se resumen en cierta manera los capítulos 101 a 274 (referentes a las virtudes teologales, las virtudes cardinales, los diez mandamientos, los pecados capitales y los sentidos corporales), como indica el estudioso Curt Wittlin. Este libro pertenece al género de los devocionarios, un género literario muy cultivado en la Edad Media tardía y especialmente popular entre las clases altas.

## Las traducciones del culto latinista catalán Bonllabi
Bonllabi confirmó en su traducción de SCALA DEI en 1523 que había traducido la obra de Lemosín (la lengua que se usaba entonces en lo que hoy es Cataluña) a nuestra vulgar lengua Valenciana: 
“Novament traduit de Lemosi en nostra lengua vulgar Valenciana util i molt profitos pera contemplar les coses divines”. 
(Nuevamente traducida de Lemosín a nuestra lengua vulgar valenciana, útil y muy beneficiosa para contemplar las cosas divinas). 
Confirma que la obra original estaba escrita en Lemosín (Provençal). 
Traducciones e impresos de Lulio en castellano y catalán fueron más tardíos.

## Ediciones digitales

### Manuscritos
- Edición en la Biblioteca Virtual Joan Lluís Vives del Ms. 88 del Fondo de Reserva de la Biblioteca de la Universidad de Barcelona.

### Incunables
- Edición en la Memòria Digital de Catalunya de la edición incunable, impresa en Barcelona el 27 de octubre de 1494 por Diego de Gumiel.

### Ediciones modernas
- Scala Dei. Barcelona. PAM. 1985. 100. Transcripción del manuscrito antiguo y nota preliminar y final de Curt Wittlin. Versión al catalán moderno de Elisabet Ràfols.

### Scala Deidentro de las obras completas de Francesc Eiximenis on line
- Obras completas de Francesc Eiximenis (en lemosín, valenciano y en latín) (enlace roto disponible en Internet Archive; véase el historial, la primera versión y la última)..